# Sundamomum
Sundamomum là một chi thực vật trong họ Zingiberaceae, sinh sống tại khu vực từ Thái Lan, Malaysia bán đảo tới miền tây Malesia (gồm các đảo Borneo, Java, Sumatra). Cho tới năm 2018 nó được coi là đồng nghĩa của Amomum.

## Các loài
Plants of the World Online (2024) công nhận 16 loài như sau:
- Sundamomum borealiborneense (I.M.Turner) A.D.Poulsen & M.F.Newman, 2018: Borneo (Sarawak).
- Sundamomum bungoense (Aimi Syaz. & Meekiong) Salasiah Mohamad, Meekiong Kalu & Axel Dalberg Poulsen, 2020: Borneo (Sarawak).[3]
- Sundamomum calyptratum (S.Sakai & Nagam.) A.D.Poulsen & M.F.Newman, 2018: Borneo (Sarawak).
- Sundamomum corrugatum Salasiah & Meekiong, 2020: Borneo.
- Sundamomum dictyocoleum (K.Schum.) A.D.Poulsen & M.F.Newman, 2018: Borneo (Sarawak).
- Sundamomum durum (S.Sakai & Nagam.) A.D.Poulsen & M.F.Newman, 2018: Borneo (Sarawak).
- Sundamomum flavoalbum (R.M.Sm.) A.D.Poulsen & M.F.Newman, 2018: Borneo (Sarawak).
- Sundamomum hastilabium (Ridl.) A.D.Poulsen & M.F.Newman, 2018: Từ Thái Lan tới Sumatra.
- Sundamomum laxesquamosum (K.Schum.) A.D.Poulsen & M.F.Newman, 2018: Borneo (Sarawak), Sumatra.
- Sundamomum longipedunculatum (R.M.Sm.) A.D.Poulsen & M.F.Newman, 2018: Borneo (Sabah).
- Sundamomum luteum (R.M.Sm.) A.D.Poulsen & M.F.Newman, 2018: Borneo (Sarawak).
- Sundamomum macroglossa (K.Schum.) A.D.Poulsen & M.F.Newman, 2018: Borneo (Sarawak), Malaysia bán đảo.
- Sundamomum oligophyllum (A.J.Droop) A.D.Poulsen & M.F.Newman, 2018: Sumatra.
- Sundamomum paucifolium (R.M.Sm.) A.D.Poulsen & M.F.Newman, 2018: Borneo (Sarawak).
- Sundamomum pseudofoetens (Valeton) A.D.Poulsen & M.F.Newman, 2018: Java.
- Sundamomum somniculosum (S.Sakai & Nagam.) A.D.Poulsen & M.F.Newman, 2018: Borneo (Sabah, Sarawak).